# Пройдуть роки
«Пройдуть роки» («Пройдут годы») — радянський короткометражний фільм 1981 року, знятий режисером Леонідом Макаричевим на кіностудії «Ленфільм».

## Сюжет
Через десять років після закінчення терміну страхування життя бабуся отримала повну страхову суму і на ці гроші купила для всієї родини путівку до Ленінграда.

## У ролях
- Віра Титова — бабуся
- Олена Ставрогіна — Мама
- Гелій Сисоєв — Тато
- В'ячеслав Хованов — син

## Знімальна група
- Режисер — Леонід Макаричев
- Сценарист — Т. Притикіна
- Оператор — Володимир Васильєв
- Художник — Юрій Куликов